# Луговиці (Палкінський район)
Луговиці (рос. Луговицы) — присілок в Палкінському районі Псковської області Російської Федерації.
Населення становить 20 осіб. Входить до складу муніципального утворення Черська волость.

## Історія
Від 2015 року входить до складу муніципального утворення Черська волость.

## Населення
| 2001 | 2002 | 2010 |
| ---- | ---- | ---- |
| 15   | →15  | ↗20  |